# Église protestante Saint-Jean de Wissembourg
Pour les articles homonymes, voir Église protestante Saint-Jean.
L'église protestante Saint-Jean de Wissembourg est un monument historique situé à Wissembourg, dans le département français du Bas-Rhin.

## Localisation
Ce bâtiment est situé place Martin-Bucer à Wissembourg.

## Historique
L'église fut d'abord l'église paroissiale catholique avant de devenir protestante en 1535.
La Réforme a été prêchée ici de novembre 1522 à avril 1523 par Martin Bucer, un ancien moine qui avait été appelé par le curé Motherer.
Elle devint simultanée en 1684 et ce jusqu'en 1803 où elle redevint protestante.
L'édifice fait l'objet d'un classement au titre des monuments historiques depuis 1898.

## L'orgue Thomas

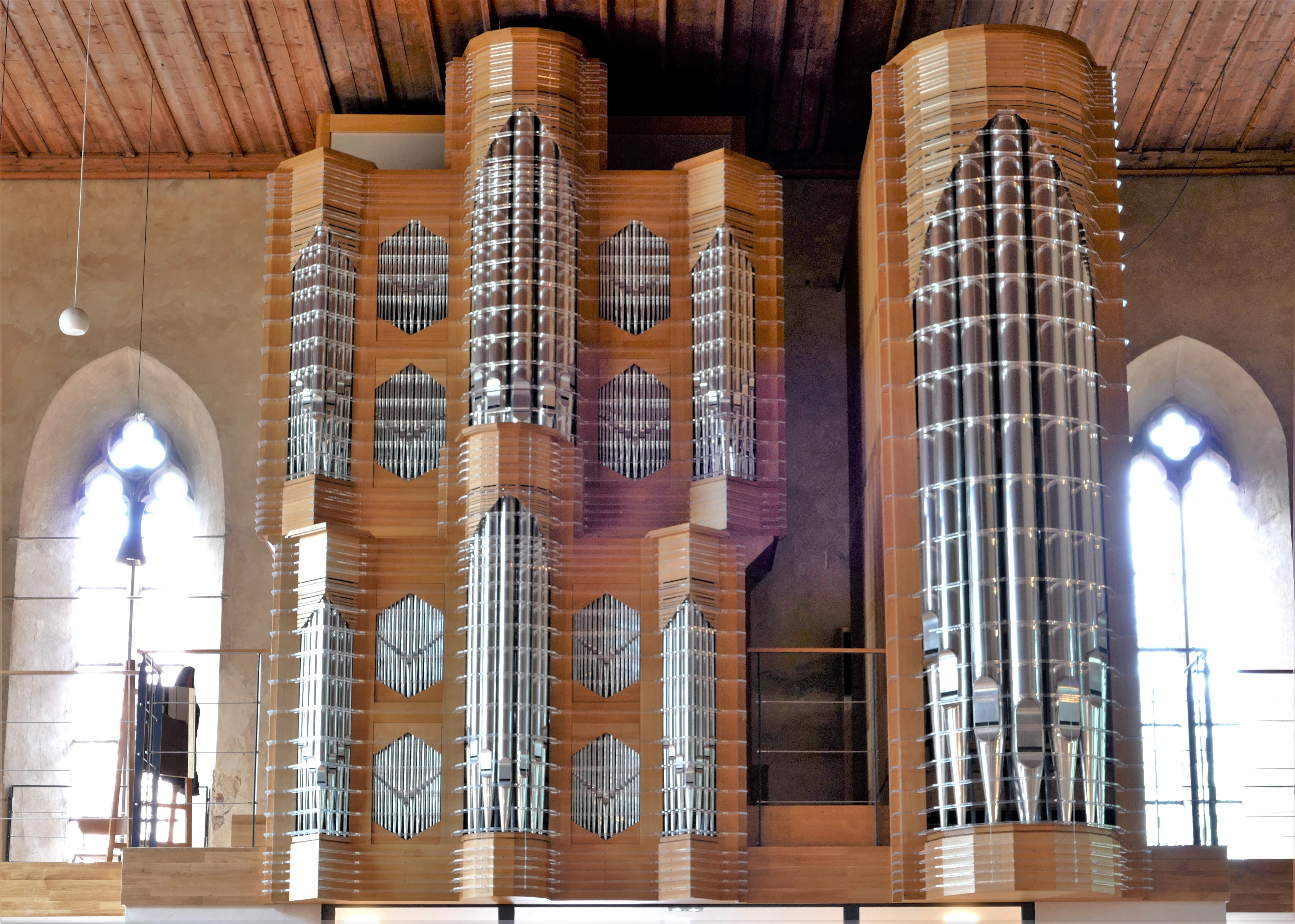

L'orgue Dominique Thomas de Wissembourg a été inauguré le dimanche 28 juin 2015 par un culte de dédicace le matin et un concert de l'organiste Bart Jacobs de la cathédrale de Bruxelles l'après-midi. Le projet de construction du nouvel orgue a été lancé en 2005 par quelques passionnés.
En effet, l'orgue Mülheisen inauguré en 1961 était de conception électropneumatique et avait très mal vieilli. Il ne correspondait plus à l'exigence artistique de la programmation musicale de l'église Saint-Jean.
Un appel d'offres a été lancé et celui-ci a été remporté par le facteur d'orgue Dominique Thomas de Ster-Francorchamps (Belgique), qui avait déjà réalisé l'orgue du Bouclier (Strasbourg) ou celui de la cathédrale de Monaco. Dominique Thomas et toute son équipe se sont donc lancés dans la construction d'un orgue d'esthétique baroque nord-allemande. Il ne s'agit pas d'une copie puisque cet instrument est notamment doté de moyens technologiques modernes tel qu'un combinateur électronique.
L'orgue est composé de 38 registres répartis sur 3 claviers et un pédalier et est illuminé par des LED. En effet, à l'époque baroque, les orgues d'Allemagne du nord étaient peints avec des couleurs vives. Le système de LED permet de retrouver ces couleurs sans pour autant condamner l'instrument à une couleur définitive.

### Composition de l'orgue[7]
| Positif         | Grand orgue   | Récit            | Pédalier     |
| --------------- | ------------- | ---------------- | ------------ |
| Principal 8     | Quintadena 16 | Gedackt 8        | Principal 16 |
| Gedackt 8       | Principal 8   | Spillpfeife 8    | Subbass 16   |
| Quintadena 8    | Rohrflöte 8   | Viola di Gamba 8 | Octav 8      |
| Octav 4         | Octav 4       | Flöte 4          | Octav 4      |
| Rohrflöte 4     | Spitzflöte 4  | Nasat 2 2/3      | Mixtur II    |
| Octav 2         | Quint 2 2/3   | Flöte 2          | Mixture IV   |
| Waldflöte 2     | Superoctav 2  | Quint 1 1/3      | Posaune 16   |
| Sesquialtera II | Mixtur V      | Trompet 8        | Trompet 8    |
| Scharff IV      | Trompet 16    | Voix humana 8    |              |
| Faggot 16       |               | Schalmey 4       |              |
| Dulcian 8       |               |                  |              |

## Architecture
Le bâtiment est à la fois de style roman et de style gothique.
La tour romane du bâtiment actuel est la partie la plus ancienne, elle est datée du début du XIIIè siècle.
Peu de temps après, ce sera le chœur de style roman qui sera construit, probablement à la fin du XIVè siècle. On estime que c'est à cette époque qu'une reconstruction de toute l'église eu lieu en raison du dallage qui est surélevé de 35 centimètres par rapport au sol sous tour, et du clocher qui est désaxé, probablement parce que son axe correspondait à l'alignement avec un bâtiment antérieur.
La nef a été reconstruite au XVè siècle vers 1420, selon la dendrochronologie de la charpente. Lors de son remaniement au début du XVIè siècle, on y accola une chapelle dédiée au Saint Stanislas au sud.
Le bas côté nord est gothique.
La sacristie, accolée au flanc nord du chœur, a une chronologie incertaine. Les ouvertures actuelles dateraient du XVIè siècle, mais les murs seraient plus anciens et dateraient du XIVè siècle, selon la datation proposée par J. Walter pour les peintures murales présentes à l'étage. Des travaux de rénovation et de restauration ont eu lieu dans les années 1990.
Au nord de la tour, on trouve la salle des archives, détruite par un bombardement en 1945 et complètement reconstruite en 1966-1967 (sous la direction de W. Peter).

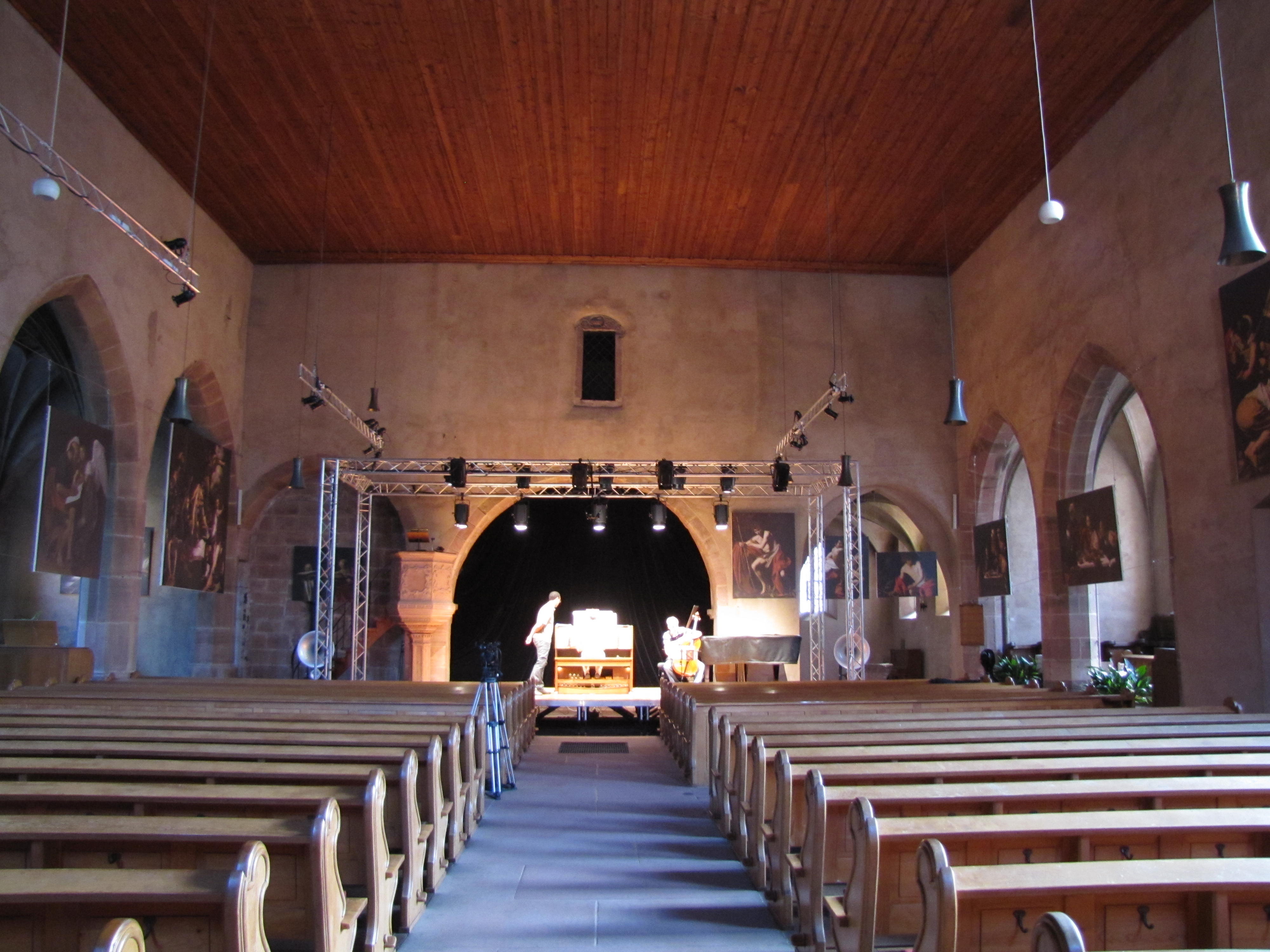
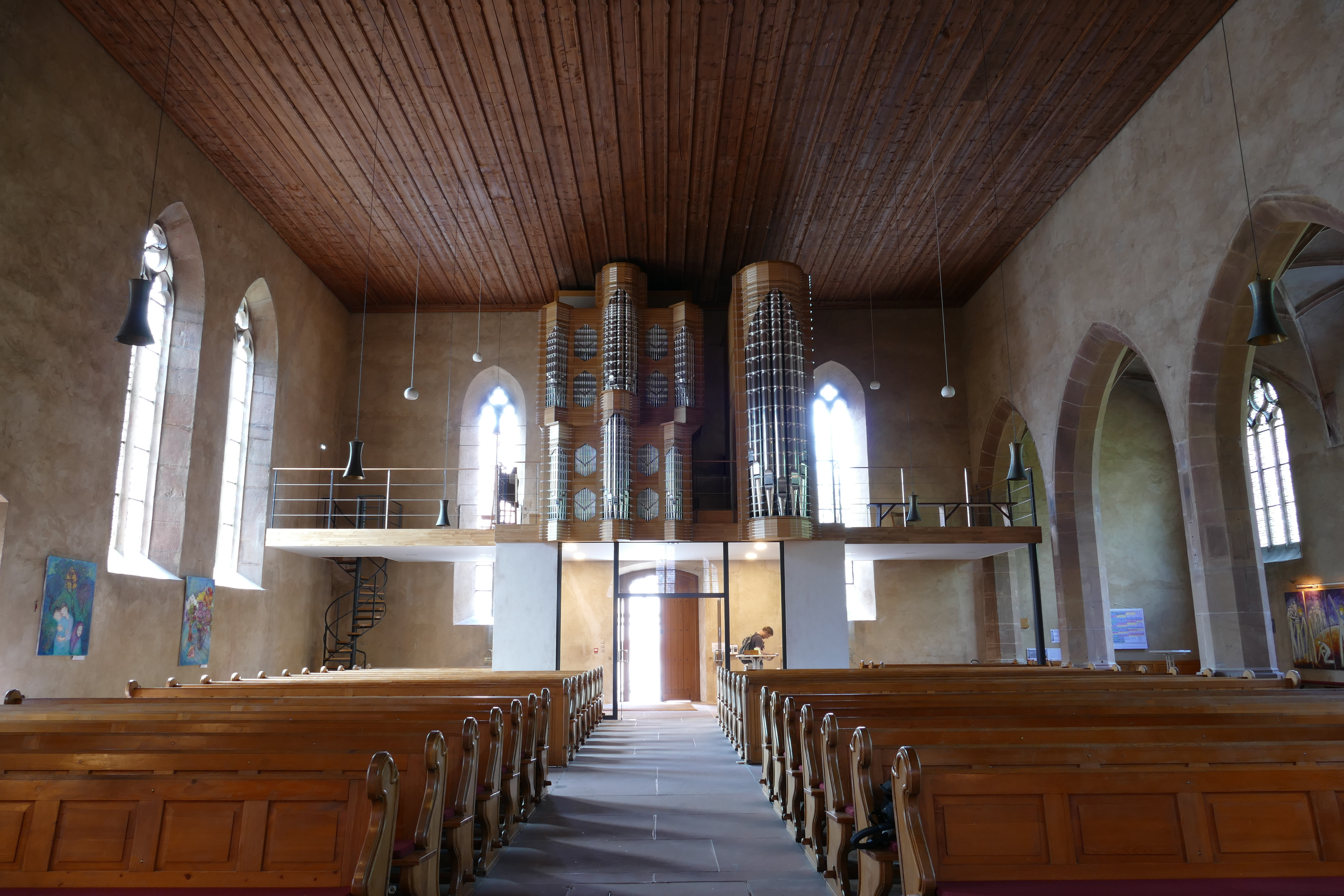
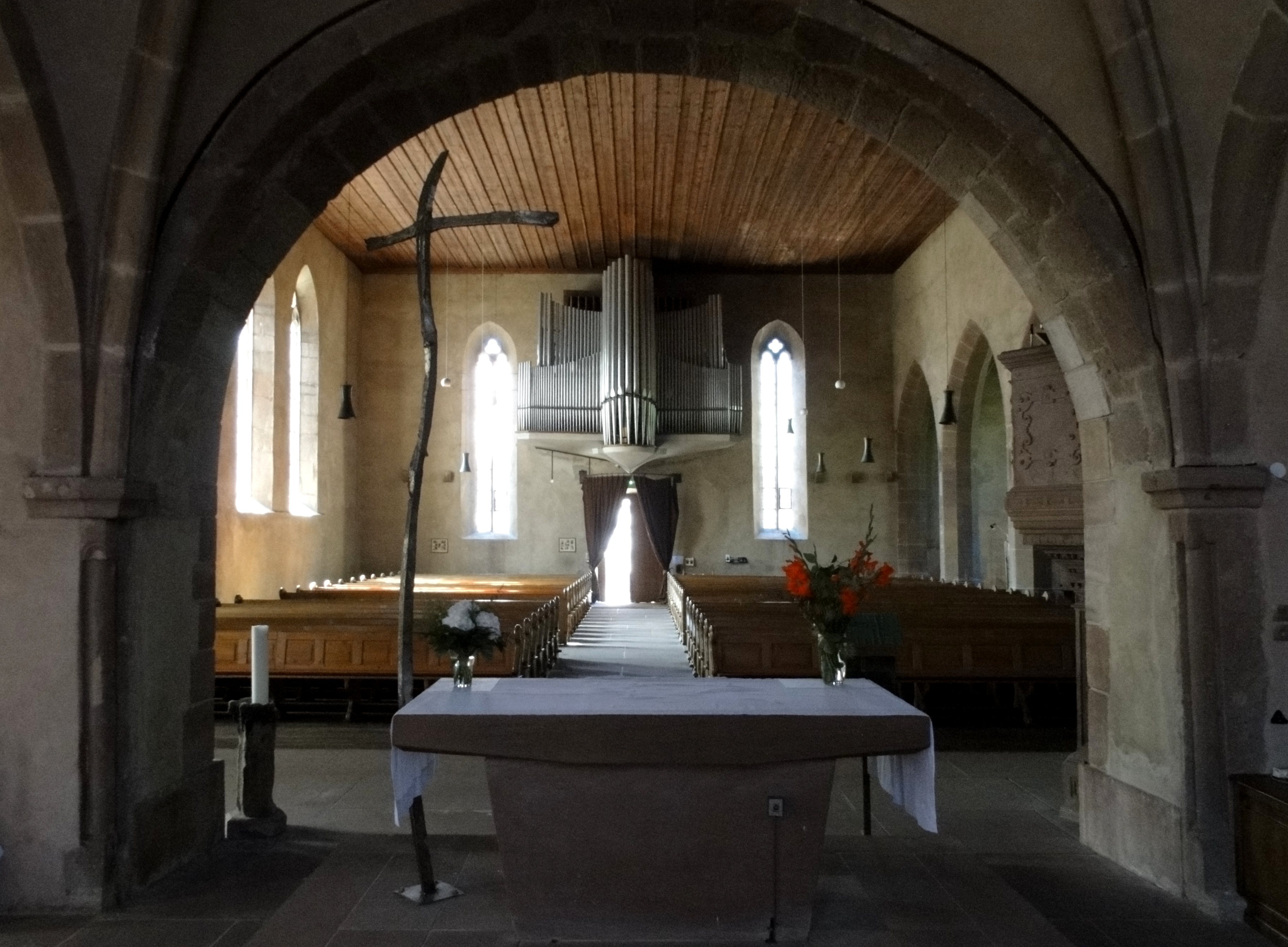
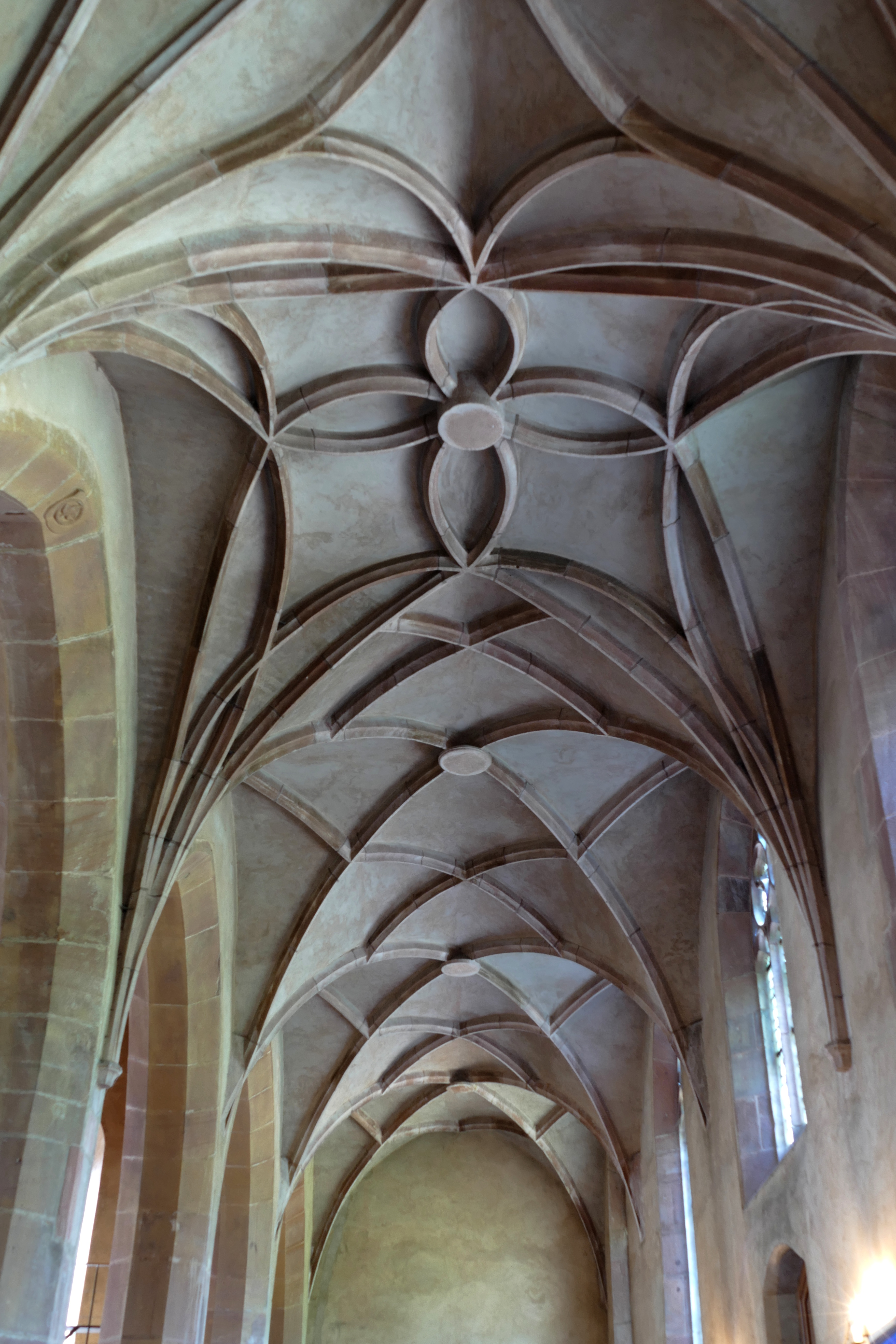
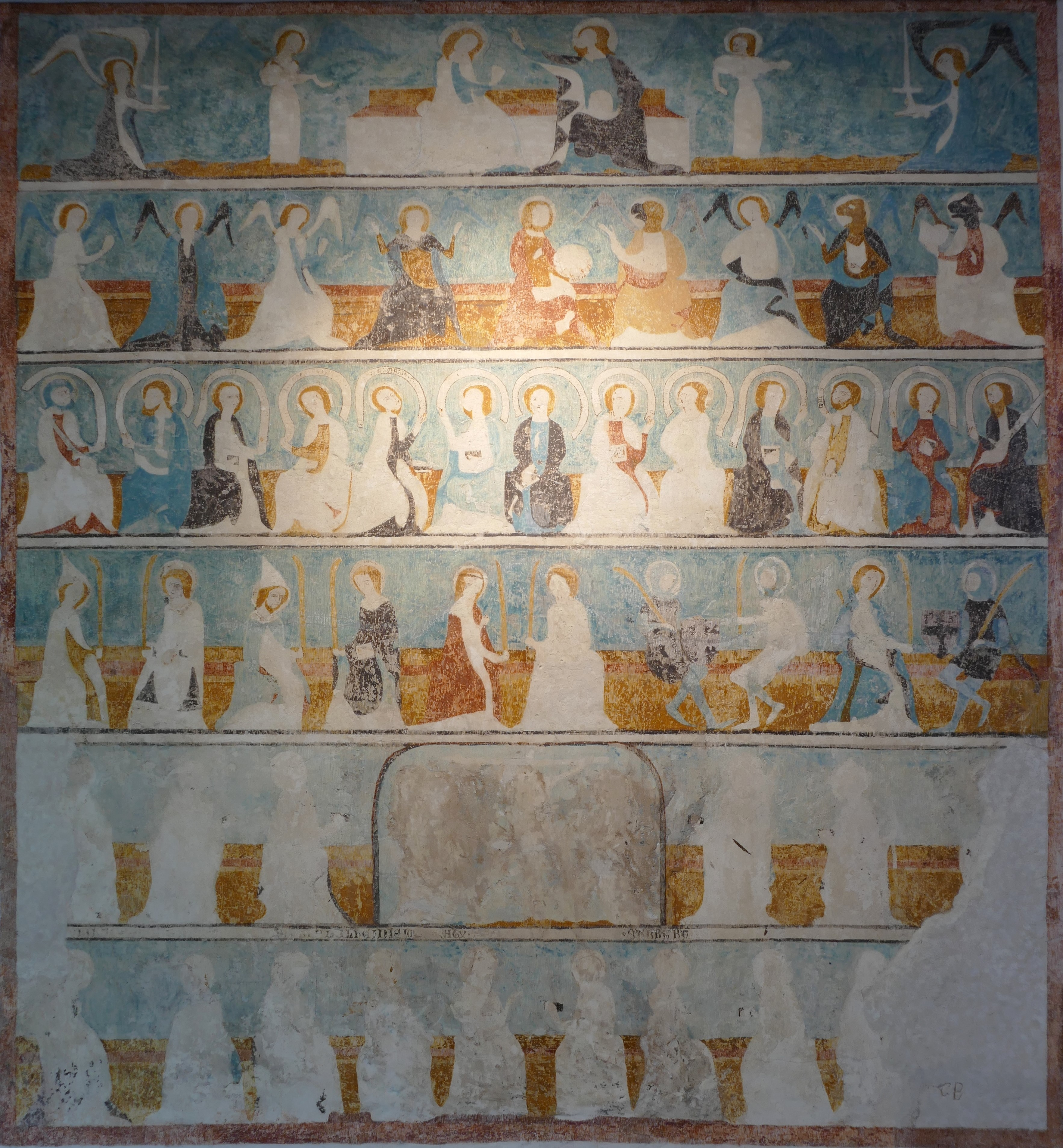